# Palacio de los Enríquez de Ribera (Bornos)
Palacio de Enríquez de Ribera situado en el municipio de Bornos, en la Provincia de Cádiz, es un edificio construido por el linaje nobiliario de los Ribera en el siglo XVI a partir del Castillo del Fontanar.
En su primera planta cuenta con un centro de interpretación
Fue restaurado mediante una Escuela Taller desde octubre de 1992 hasta septiembre de 1995,donde se intruyo a sus alumnos en forja, pintura, carpintería, jardinería, cantera y albañilería, casi en su totalidad, incluido su jardín renacentista y árabe, más los exteriores amullarados y ventanas forjadas.

## Historia

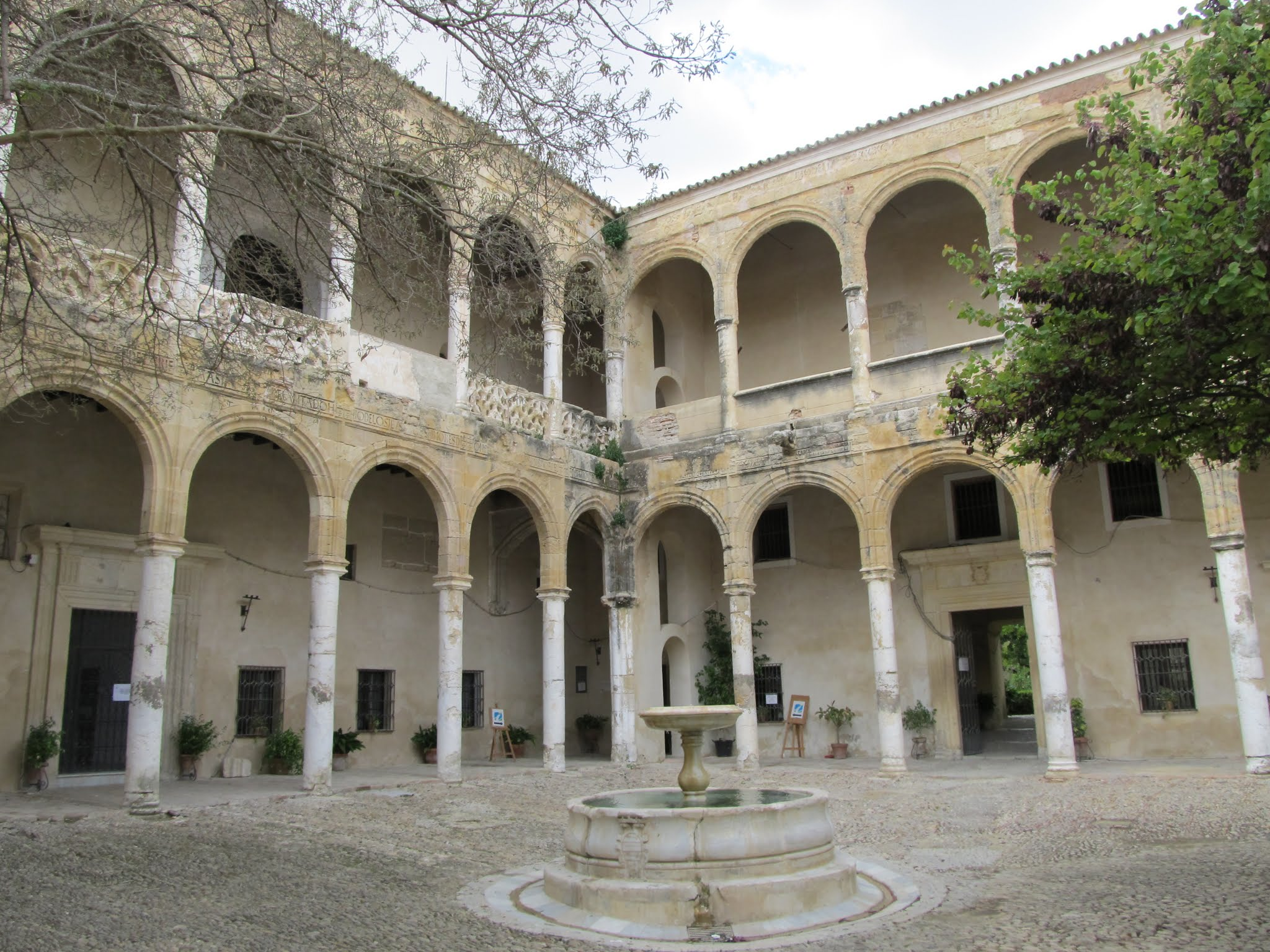
Patio

Es este un singular palacio, construido dentro del Castillo de Fontanar, de origen árabe y del cual sólo se conservan algunos lienzos de la antigua muralla y la Torre del Homenaje.
Per Afán de Ribera el Viejo, que fue adelantado mayor de Andalucía y notario mayor de Andalucía, compró el castillo y sus pertenencias en el año 1398 a sus dueños, que lo eran a su vez por haberlo comprado a los señores de la Casa de Marchena, a quienes les fue donada la villa  y el castillo por el rey Enrique II hacia 1387.
El castillo se restaura y transforma en palacio plateresco durante el siglo XVI por la familia Enríquez de Ribera, y entre ellos el afamado don Fadrique Enríquez de Ribera, primer marqués de Tarifa por merced de los Reyes Católicos, quien contrata a artistas españoles e italianos para llevar a cabo sus obras.

## Composición
La parte más antigua del castillo está formada por una torre muy robusta, de planta cuadrangular -la Torre del Homenaje- con su acceso por la cara de poniente, y un macizo en su ángulo noroeste; apareciendo su interior compartimentado por distintas estancias.
La situación de este castillo se corresponde con el ángulo suroeste del palacio, organizado alrededor de un patio porticado en dos de sus lados, con doble pisos de arquería de medio punto peraltado y un antepecho o balaustrada de estilo gótico. Sobre los arcos del primer piso presenta gárgolas de gran interés, y en la galería del claustro alto muestra una portada del gótico tardío decorada con hojas de cardina.
El torreón acababa en una crestería formada por flores de lis, de las que quedan algunos restos; quedando además huellas de tramos de enlucido grabados al estilo segoviano. En las ventanas de la torre aparecen pajecillos que sostienen la corona ducal.

## El palacio

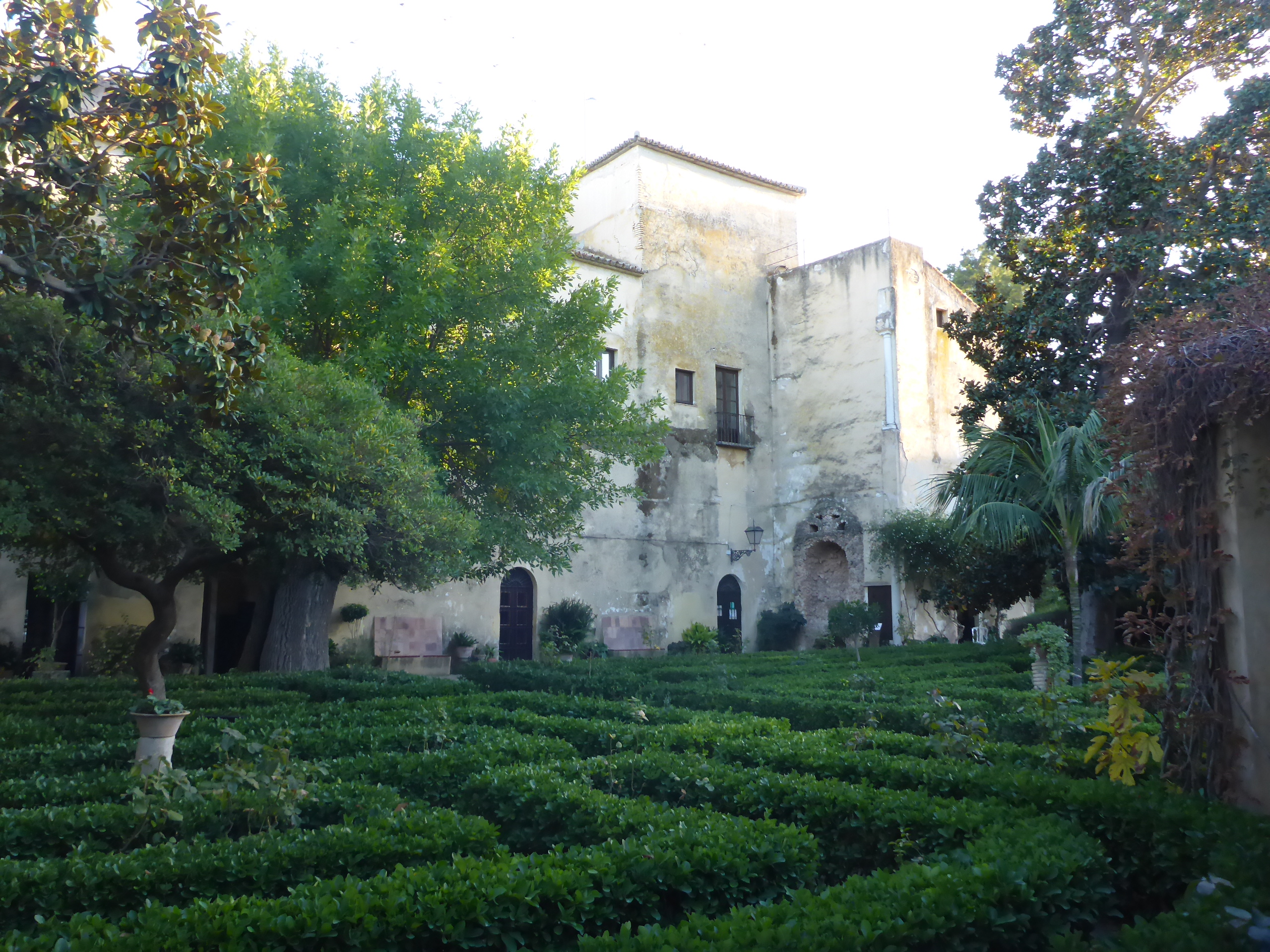
Jardines del Palacio

Continuando con la labor de renovación iniciado por sus antepasados, Per Afán (III) de Ribera y Portocarrero, primer Duque de Alcalá de los Gazules por merced de Felipe II, y por entonces virrey de Cataluña y Nápoles, manda traer de Italia una rica colección de mármoles, parte de los cuales dispone para este palacio, encargándole a su arquitecto Benvenuto Tortello, nacido en Brescia, la adaptación de la vieja fortaleza y la creación de unos jardines platerescos, en cuyas galerías con hornacinas y arquerías pudiera exhibir su elegante colección de esculturas clásicas de motivo mitológico (destacando su logia, restaurada en 2015).

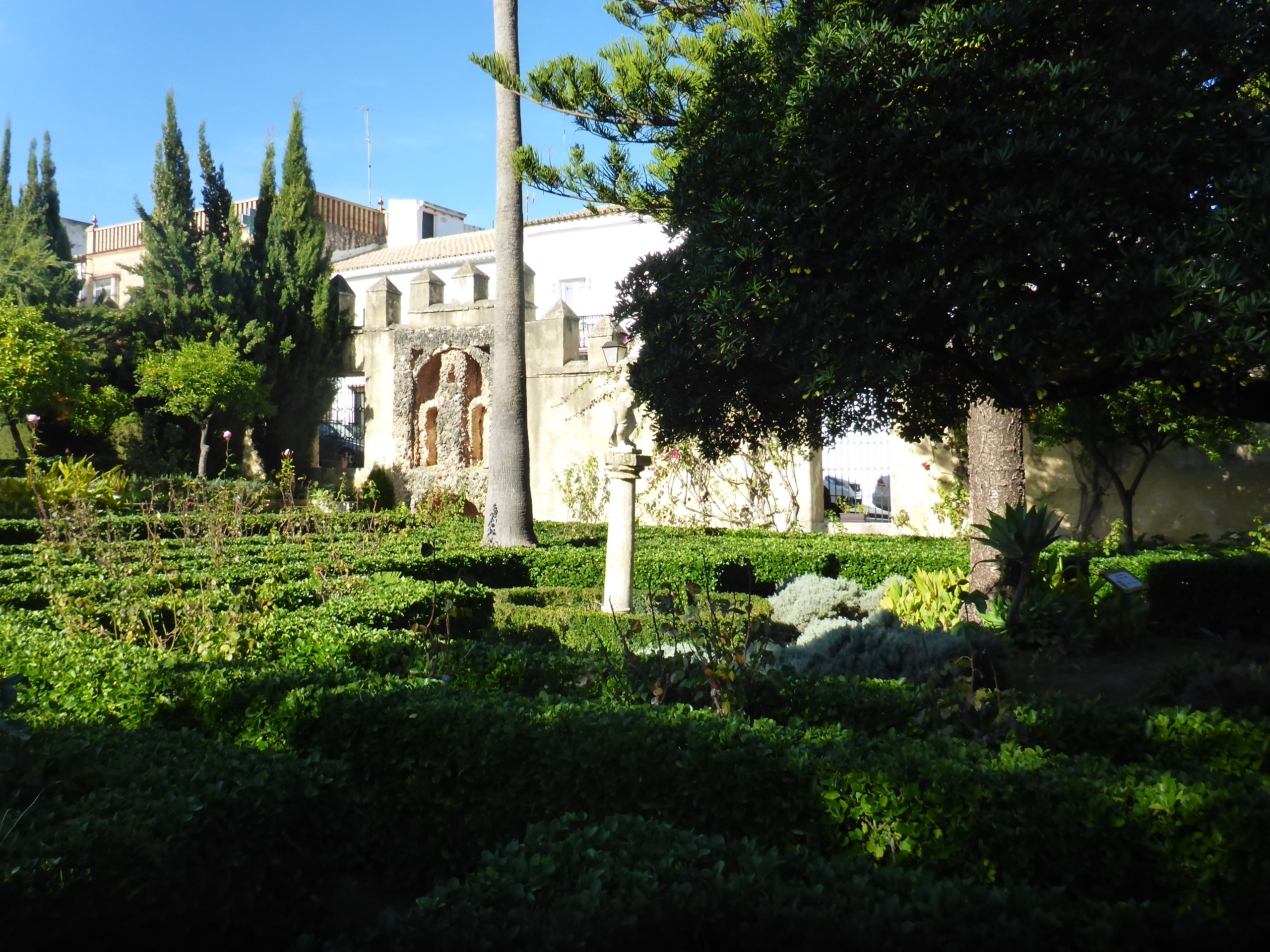
Jardín

A pesar de que el trabajo -realizado entre 1569 y 1571- quedó sin acabar, su monumentalidad es evidente, siendo notable la ordenación de sus nichos y hornacinas, y en la hoy desaparecida galería superior de soportes pareados, en clara referencia al Patio del Belvedere de Donato Bramante. En la actualidad muchas de estas estatuas están hoy en la Casa de Pilatos de Sevilla.
En su exterior destacan sus ventanas de estilo plateresco enmarcadas con motivos vegetales y coronados por doseletes en forma de remate semicircular, decoradas con figuras humanas y geométricas de ascendencia goticistas. Más sobria es su portada principal de acceso, donde aparece el escudo de la familia Ribera bajo el sencillo balcón principal.
El palacio conserva todavía parte de la crestería superior que la remataba, que en su mayor parte fue desmontada y trasladada también a la Casa de Pilatos de Sevilla, por sus entonces propietarios, los Duques de Medinaceli.

## Catalogación
Bien de Interés Cultural, ha sido declarado Monumento según publicación aparecida en el BOE en el año 1985.